# Knives from Heaven
Knives from Heaven ist ein Fusionalbum von Matthew Shipp, Beans, William Parker und Hprizm. Die in den Spin Studios in Astoria, Queens, NYC, entstandenen Aufnahmen erschienen am 21. Juni 2011 auf Thirsty Ear.

## Hintergrund
Bereits 2003 nahmen die Mitglieder des Antipop Consortium, die Rapper Beans, HPrizm (damals als High Priest) sowie M. Sayyid, mit Matthew Shipp, William Parker sowie dem Schlagzeuger Guillermo Brown, dem Vibraphonisten Khan Jamal und dem Trompeter Daniel Carter auf; bei der Session entstand eine Hip-Hop-Jazz-Fusion, veröffentlicht auf Antipop Consortium – Antipop Vs. Matthew Shipp (Thirsty Ear). Acht Jahre danach trafen Shipp und Parker erneut mit zwei der Künstler des AntipopConsortium zusammen, um die 20 kurzen Stücke (einschließlich eines Hidden Track am Schluss) für Knives from Heaven  aufzunehmen.

## Titelliste
- Matthew Shipp, William Parker, Beans, Hprizm: Knives from Heaven  (Thirsty Ear THI 57198)[1]

1. Terra Cotta
2. Half Amazed A/B
3. Document 6B
4. Rainstick Streets Aglow
5. This Is for My Brother the Wind
6. Going to Another Place
7. Might Be
8. Deadpan Stare
9. Rockers Hifi
10. Ornate
11. Non Sexorexia
12. In This and All Worlds
13. And Then a Voice Says
14. Alloys
15. The Arabic Cowboy John Clint Ameer
16. Moorish Waltz
17. Reeds
18. 2piece
19. Hammered into Shape
20. Hidden Track

Alle Kompositionen stammen von Matthew Shipp.

## Rezeption
Thom Jurek verlieh dem Album in Allmusic 3½ Sterne und schrieb: „Die Wirkung ist sowohl hypnotisch als auch verblüffend; Hip-Hop findet sich in einem neuen Territorium wieder, aber Shipp und Parker erkunden es genüsslich, beispielhaft dargestellt durch den dahinjagenden, knorrigen zukünftigen Funk von ‚The Arabic Cowboy John Clint Ameer‘.“
Justin Cober-Lake schrieb in Pop Matters, „Half Amazed A/B“ biete einen der zugänglichsten Tracks des Albums, mit einem Groove, der nicht zu weit von etwas entfernt sei, was man in einer Madlib-Produktion hören könne. Zu dem von einem Saxophon-Loop angetriebenen Titel sprechen HPrizm und Beans Verse und erklären, dass „the anniversary of real lyricism is now / renew my vows“ (dt. „der Jahrestag der echten Lyrik ist sofort / erneuere meine Ehrenwort“), wobei ein Rapper die Gedanken des anderen aufgreife. Der Titel ist nicht der beste des Albums, aber er stehe symbolisch für die gesamte CD. Mit 20 Tracks und einer Laufzeit von etwas mehr als 40 Minuten stecke Knives from Heaven voller Ideen, aber die meisten von ihnen treffen schnell (einige in weniger als einer Minute) und verschwinden. Auch die Übergänge variieren. Einige, wie die Verlagerung von „This Is for My Brother the Wind“ zu „Going to Another Place“, funktionieren fast wie verschiedene Abschnitte einer Suite. andere brächten deutlichere Verschiebungen. Die Tatsache, dass die Ideen hier nicht immer vollständig behandelt würden, sei weniger eine Kritik am Album als vielmehr ein Hinweis darauf, dass es um die Skizzenqualität des Albums gehe, meint der Autor. „Schnelle Einfälle, abrupte Wechsel und erfinderische Zusammenarbeit erlauben auf Knives from Heaven ein Zuhören, das gelegentlich rätselhaft, aber weniger intensiv ist, als ein erstes Hören vermuten lässt, und ob wegen oder trotz dieser Idee, bei wiederholtem Zuhören mehr Spaß macht.“